# Dekanat Konstanz
Das Dekanat Konstanz ist seit der Dekanatsreform ab dem 1. Januar 2008 eines von 26 Dekanaten in der römisch-katholischen Diözese Freiburg.

## Geschichte
Mit der Dekanatsreform zum 1. Januar 2008 wurde das Dekanate Konstanz eines von 26 Dekanaten in der römisch-katholischen Diözese Freiburg. Sitz des Dekanats Konstanz ist Konstanz. Das Dekanat bildet zusammen mit den Dekanaten Hegau, Linzgau, Sigmaringen-Meßkirch und Zollern die Region Bodensee–Hohenzollern des Erzbistums Freiburg.

## Gliederung

### Seelsorgeeinheiten und Pfarreien
Das Dekanat Konstanz ist Teil der Region Bodensee-Hohenzollern und gliedert sich in die folgenden elf Seelsorgeeinheiten:
| Seelsorgeeinheiten            | zugehörige Pfarreien und Filialen |
| ----------------------------- | --- |
| SE KN Altstadt                | Münster Unserer Lieben Frau (Konstanz), St. Stephan (Konstanz) und Dreifaltigkeitskirche (Konstanz) |
| SE KN Petershausen            | St. Gebhard (Konstanz), St. Suso und Bruder-Klaus-Kirche (Konstanz) |
| SE KN St. Georg – Maria Hilf  | St. Georg und Maria-Hilf-Kirche (Konstanz) |
| SE KN Bodanrückgemeinden      | St. Nikolaus (Dingelsdorf), St. Peter und Paul (Litzelstetten) und St. Verena Dettingen |
| SE KN Wollmatingen-Allensbach | St. Martin (Wollmatingen) und St. Gallus, St. Nikolaus (Allensbach) und St. Josef (Langenrain) |
| SE Reichenau                  | St. Peter und Paul (Reichenau-Niederzell), Münster St. Maria und Markus (Reichenau-Mittelzell) und St. Georg (Reichenau-Oberzell) |
| SE See-End                    | St. Peter und Paul (Bodman), St. Nikolaus Espasingen und St. Otmar (Ludwigshafen) |
| SE Radolfzell St. Radolt      | Münster Unserer Lieben Frau (Radolfzell), St. Meinrad (Radolfzell), St. Gallus Möggingen, St. Georg Liggeringen, St. Laurentius Markelfingen, St. Nikolaus Böhringen, St. Zeno (Stahringen), St. Ulrich Güttingen |
| SE Krebsbachtal               | St. Mauritius Eigeltingen, St. Ulrich (Nenzingen), St. Peter u. Paul Orsingen, St. Petrus und Catharina Eigeltingen-Honstetten, St. Blasius Eigeltingen-Heudorf und St. Maria Rorgenwies |
| SE Stockach                   | St. Oswald (Stockach), St. Michael Stockach-Hindelangen, St. Georg Stockach Hoppetenzell, Herz Jesu Stockach-Zizenhausen, St. Konrad Raithaslach mit Filialkirche St. Vitus Mahlspüren i. H., St. Martin (Mühlingen), St. Vitus Mühlingen-Zoznegg, St. Barbara Mühlingen Gallmannsweil, St. Peter und Paul Mühlingen-Mainwangen |
| SE Hohenfels                  | St. Cosmas und Damian (Liggersdorf) mit St. Josef in Selgetsweiler sowie St. Eligius in Kalkofen, St. Oswald in Mindersdorf und St. Gallus in Deutwang, U.L.Frau in Winterspüren, St. Verena in Mahlspüren i. T. und St. Agatha in Seelfingen, St. Mauritius (Frickenweiler)                                                    |

### Katholische Hochschulgemeinde Konstanz
Die Katholische Kirche ist an der Universität Konstanz und an der Fachhochschule Konstanz für religiöse Fragen der studentischen Lebenswelt präsent. Ziel der Katholischen Hochschulgemeinde Konstanz ist es, durch Gottesdienste, spirituelle und thematische Angebote sowie Beratung und Begleitung innerhalb der Hochschulen Rahmenbedingungen zu schaffen, innerhalb derer junge Menschen ihre Persönlichkeit ganzheitlich entfalten können. Daneben soll eine gegenseitige, kritische Wertschätzung von Wissenschaft und christlichem Glauben gefördert werden.